# ميشيل هايلاند
ميشيل هايلاند (بالإنجليزية: Michelle Hyland) هي دراجة نيوزيلندية، ولدت في 29 مارس 1984 في غيسبورن ‏ في نيوزيلندا.

## وصلات خارجية
- ميشيل هايلاند على موقع أرشيف الدراجات (الإنجليزية)
- ميشيل هايلاند على موقع إحصائيات الدراجات الإحترافية (الإنجليزية)
- ميشيل هايلاند على موقع CycleBase (الإنجليزية)
- ميشيل هايلاند على موقع أوليمبيديا (الإنجليزية)
- ميشيل هايلاند على موقع اتحاد ألعاب الكومنولث (مؤرشف) (الإنجليزية)